# Melchor Mauri
Melchor Mauri Prat [uitspraak: 'mɛltʃɔr mʌuri] (Vic, 8 april 1966) is een voormalig Spaans wielrenner. Hij was professional van 1987 tot en met 2002. 

## Carrière
Melchor Mauri bouwde tijdens zijn carrière een behoorlijke erelijst op met onder andere etappeoverwinningen in de rondes van Spanje, Valencia, Murcia en Rioja. In 1991 won hij het eindklassement van de Ronde van Spanje. Hij vertegenwoordigde zijn vaderland bij de Olympische Spelen van 1996 in Atlanta, en eindigde daar als zesde op de individuele wegwedstrijd.

## Belangrijkste overwinningen
| 1984 Spaans kampioen 1 km (baan), junioren Spaans kampioen achtervolging (baan), junioren Spaans kampioen ploegenachtervolging (baan), junioren 1991 1e, 8e en 18e etappe Ronde van Spanje Eindklassement Ronde van Spanje 3e en 6e etappe Ruta del Sol Eindklassement Ronde van Valencia 1992 6e etappe Ronde van Valencia Eindklassement Ronde van Valencia 4e etappe Ronde van Murcia 1e etappe Ronde van Rioja 1993 13e etappe Ronde van Spanje 7e etappe Ronde van Aragón 1994 Eindklassement Ronde van Murcia GP Primavera Ronde van Castilië en León | 1995 Spaans kampioen tijdrijden, Elite 6e etappe Ronde van Catalonië 1996 6e etappe Ronde van Valencia 5e etappe Ronde van Murcia Eindklassement Ronde van Murcia 5e etappe Ronde van Aragón Eindklassement Ronde van Aragón 1997 9e etappe Ronde van Spanje 1998 3e etappe GP Midi Libre 1999 4e etappe Ronde van de Algarve Eindklassement Ronde van de Algarve 13e etappe Ronde van Portugal 2000 Porto-Lissabon |

## Resultaten in voornaamste wedstrijden
| Jaar | Ronde van Italië | Ronde van Frankrijk | Ronde van Spanje |
| ---- | ---------------- | ------------------- | ---------------- |
| 1988 | 98e              |                     |                  |
| 1989 |                  | 92e                 | 130e             |
| 1990 |                  | 78e                 | 71e              |
| 1991 |                  | 64e                 | ↑ (3)            |
| 1992 |                  |                     | opgave           |
| 1993 |                  | buiten tijd         | 8e (1)           |
| 1994 |                  | 95e                 | 18e              |
| 1995 |                  | 6e                  | 4e               |
| 1996 |                  | 38e                 | 32e              |
| 1997 |                  |                     | 22e (1)          |
| 1998 |                  | opgave              | 35e              |
| 1999 |                  |                     | 26e              |
| 2001 |                  |                     | 120e             |
| 2002 |                  |                     | opgave           |

| Jaar | Milaan-San Remo | Ronde van Vlaanderen | Parijs-Roubaix | Ronde van Lombardije |  | WK op de weg |
| ---- | --------------- | -------------------- | -------------- | -------------------- |  | ------------ |
| 1988 |                 |                      |                |                      |  |              |
| 1989 | 111e            |                      |                |                      |  |              |
| 1990 | 35e             | 89e                  |                |                      |  |              |
| 1991 |                 |                      | 83e            | 102e                 |  |              |
| 1992 | 163e            |                      |                |                      |  |              |
| 1993 | 24e             |                      |                |                      |  |              |
| 1994 |                 |                      |                |                      |  |              |
| 1995 | 136e            |                      |                |                      |  |              |
| 1996 | 26e             |                      |                |                      |  |              |
| 1997 |                 | 48e                  |                | 16e                  |  | 5e           |
| 1998 | 102e            |                      |                |                      |  | 58e          |
| 1999 |                 |                      |                |                      |  |              |
| 2001 |                 |                      |                |                      |  |              |
| 2002 |                 |                      |                |                      |  |              |

Wielerploegen van Melchor Mauri
Arnaud ·
Arroyo ·
Cabrera ·
Carrera ·
H. Díaz ·
P. L. Díaz ·
J. Gorospe ·
R. Gorospe ·
Guay ·
Hernández ·
Indurain ·
Mauri ·
Myyryläinen ·
Ocaña ·
Pacheco ·
Pineau ·
Sabbiao
Arnaud ·
Arroyo ·
Carrera ·
Delgado ·
H. Díaz ·
P. L. Díaz ·
J. Gorospe ·
R. Gorospe ·
J. Hernández ·
O. Hernández ·
Indurain ·
Laguía ·
Lukin ·
Mauri ·
Myyryläinen ·
Palacio ·
Rodríguez ·
Sabbiao
Arnaud ·
Arroyo (tot 15/06) ·
Carrera ·
de Las Cuevas ·
Delgado ·
González ·
Gonzalo ·
J. Gorospe ·
R. Gorospe ·
Indurain ·
Laguía ·
Lukin ·
Mauri ·
Palacio ·
Rodríguez ·
Rondón ·
Sabbiao
Aldanondo ·
Chozas ·
H. Díaz ·
P. L. Díaz ·
Díaz de Otazu ·
Franco · 
Fuerte ·
Hernández · 
Hodge ·
Jusdado ·
Lejarreta ·
Martínez ·
Mauri ·
Muñoz ·
Pedersen ·
Prieto ·
Ruiz ·
Villanueva · 
J. Weltz ·
K. Weltz
Ahedo ·
Aldanondo ·
Chozas ·
H. Díaz ·
P. L. Díaz ·
Díaz de Otazu ·
Fuerte ·
Hernández · 
Hodge ·
Jusdado ·
Lejarreta ·
Llaneras ·
Martínez ·
Mauri ·
Pedersen ·
Villanueva · 
J. Weltz ·
K. Weltz ·
Zülle
Ahedo ·
Aiarzagüena ·
Aldanondo ·
Bruyneel ·
H. Díaz ·
P. L. Díaz ·
Díaz de Otazu ·
Fuerte ·
Hodge ·
Jalabert · 
Lejarreta ·
Llaneras ·
Louviot ·
Martínez ·
Mauri ·
Stephens ·
Villanueva · 
J. Weltz ·
K. Weltz ·
Zülle ·
García (stagiair)
Ambite ·
Antequera ·
Aparicio ·
Cordes ·
Crespo ·
Cubino ·
García ·
A. Martín ·
J. C. Martín ·
Mauri ·
Montoya ·
Murguialday ·
Navarro ·
Pedersen ·
Quevedo ·
Rincón ·
Sánchez ·
J. A. Zarrabeitia ·
M. Zarrabeitia
Alonso ·
Aparicio ·
Arrieta ·
Bernard ·
Casero ·
Crespo ·
de Santos ·
Delgado ·
D. García ·
Garmendia ·
González ·
Gorospe ·
Heulot ·
M. Indurain ·
P. Indurain ·
Jiménez ·
López ·
Martín ·
Mauri ·
Miranda ·
Montoya ·
Nijboer ·
Rué ·
Uriarte ·
J. A. Zarrabeitia ·
M. Zarrabeitia ·
Blanco (stagiair) ·
J. V. Garcia (stagiair) ·
Pascual (stagiair) 
Barrigón ·
Breukink ·
Bruyneel ·
H. Díaz ·
P. Díaz ·
R. Díaz ·
Díaz de Otazu ·
Etxebarria ·
F. J. García ·
M. García ·
Hernández ·
Jalabert · 
Jonker ·
Leanizbarrutia ·
Llaneras ·
Mauri ·
Pérez ·
Rincón ·
Rojas ·
Sierra ·
Stephens ·
Zülle ·
Cañada (stagiair) ·
Otxoa (stagiair) ·
Rebollo (stagiair) ·
Vicioso (stagiair) 
Barrigón ·
Cañada ·
Cuesta ·
H. Díaz ·
R. Díaz ·
Díaz de Otazu ·
Etxebarria ·
F. J. García ·
M. García ·
Garmendia ·
Jalabert · 
Jonker ·
Leanizbarrutia ·
Mauri ·
Morras ·
Otxoa ·
Pérez ·
Rincón ·
Rojas ·
Sierra ·
Stephens ·
Zarrabeitia ·
Zülle  
Barrigón ·
Cañada ·
Cuesta ·
H. Díaz ·
R. Díaz ·
Díaz de Otazu ·
Etxebarria ·
F. J. García ·
M. García ·
Garmendia ·
Jalabert   · 
Leanizbarrutia ·
Mauleón ·
Mauri ·
Morras ·
Otxoa ·
Pérez ·
Sastre ·
Sierra ·
Zarrabeitia ·
Zülle   ·
Arreitunandia (stagiair) 
Barrigón ·
Bruyneel (tot 31/08) ·
Cañada ·
Cuesta ·
H. Díaz ·
R. Díaz ·
Díaz de Otazu ·
Etxebarria ·
F. J. García ·
M. García ·
Jalabert   · 
Leanizbarrutia ·
Mauleón ·
Mauri ·
Morras ·
Otxoa ·
Pérez ·
Sastre ·
Sierra ·
Zarrabeitia
- Library of Congress Control Number: n2010006579
- Virtual International Authority File: 106803667
- WorldCat: E39PBJc7YYmf9HdvdjYBYtY3wC